# Bamboo Blade
Bamboo Blade (バンブーブレード Banbū Burēdo?) es una serie japonesa de manga escrita por Masahiro Totsuka e ilustrada por Aguri Igarashi. El manga fue publicado por primera vez en la revista japonesa seinen manga Young Gangan a partir del 3 de diciembre de 2004. El manga ha sido licenciado para su distribución en Norteamérica por Yen Press. Una adaptación al anime por AIC A.S.T.A. fue emitida en Japón entre el 2 de octubre de 2007 y 2 de abril de 2008 en TV Tokyo. El anime ha sido licenciado para su distribución en Norteamérica por Funimation. En noviembre de 2021, Anime Onegai adquirió los derechos de transmisión de la serie en América Latina junto con su doblaje latino.

## Argumento
La serie cuenta la historia de Toraji Ishida, un desafortunado instructor de kendō de secundaria que es retado por un ex-compañero, también instructor de kendō, a una competencia entre sus alumnas. La apuesta inspira a Toraji para reunir y entrenar a un equipo de cinco chicas. Por casualidad, en ese momento se encuentra con Tamaki Kawazoe, una talentosa joven practicante de kendō femenino.

## Personajes
Toraji Ishida (石田 虎侍 Ishida Toraji?)
Seiyū: Katsuyuki Konishi
Doblaje (Hispanoamérica): Ditter Ruiz
Es el maestro de kendō y también profesor de políticas y económicas, en la Muroe High School. Su club apenas tiene un miembro en activo y su cuenta bancaria está en números rojos. Para intentar salir del apuro, realiza una apuesta con su Senpai: Si su club puede ganar en una competición femenina contra el suyo, le proporcionará comida gratis durante un año.
Tamaki Kawazoe (川添 珠姫 Kawazoe Tamaki?)
Seiyū: Ryō Hirohashi
Doblaje (Hispanoamérica): Danna Alcalá
Tamaki está en su primer año de estudiante de secundaria, y es apodada como "Tama-chan". A pesar de ser un prodigio del kendō, no lo ve como un hobby, sino sólo como una tarea que perfeccionó en su casa, que pasó a ser un Dojo de kendō dirigido por su padre. Al principio, ella se niega a ingresar en la escuela al Club de kendō, porque ella piensa que no es necesario, pero más tarde se convertirá en miembro, con el fin de luchar contra un matón. Ella desprecia la injusticia, y posee un excesivo sentido de la justicia y el juego limpio, inspirado en su serie favorita Blade Braver. Kojirō la describe como la fuerza del grupo.
Kirino Chiba (千葉 紀梨乃 Chiba Kirino?)
Seiyū: Megumi Toyoguchi
Doblaje (Hispanoamérica): Yetzary Olcort
Kirino es una estudiante que está en segundo año de secundaria, y es la capitana del club de kendō. Ella es enérgica, entusiasta, y sueña con dirigir al equipo a los torneos nacionales. Su familia es propietaria de un deli llamado "Chiba deli". Kirino está muy contenta de que Kojirō finalmente comience a poner más esfuerzo en la formación de un equipo de kendō, aunque ella no sabe la verdadera razón por la que su maestro de repente ha empezado a formar el equipo con tanto entusiasmo. Está muy orgullosa de ser la capitana del club de kendō y es más responsable de lo que parece. Kirino tiene una gran confianza en Tamakai. Kojirō la describe como el corazón del equipo.
Miyako Miyazaki (宫崎 都 Miyako Miyazaki?)
Seiyū: Hōko Kuwashima
Doblaje (Hispanoamérica): Stephanie Filigrana
Miyako está en su primer año de secundaria y es apodada como "Miya-Miya". Ella es una chica muy bonita y agradable, y para sorpresa de muchos, es novia de Danjuro. Sin embargo, ella posee una personalidad muy oscura y sádica, que hace que la rodee un aura negra. Este lado oscuro, desaparece cuando, sobre todo su querido Danjō, se le acerca, le habla o le llama por su nombre.
Sayako Kuwahara (桑原 鞘子 Kuwahara Sayako?)
Seiyū: Sachiko Kojima
Doblaje (Hispanoamérica): Ana Lucía Ramos
Sayako está en su segundo año de secundaria. Se describe como aleatoria y espontánea, a menudo cambia sus intereses y objetivos. Durante su primer año se unió al Club de kendō, pero a veces desaparecía por períodos cortos de tiempo. Ella y Kirino se conocieron en la escuela primaria y Kirino, a menudo, la llama su "Saya". Ella es una de los miembros con más nivel del equipo.
Satori Azuma (東 聡莉 Azuma Satori?)
Seiyū: Rina Satō
Doblaje (Hispanoamérica): Irene Ponce
Satori es una estudiante de primer año de secundaria (en el anime) es la quinta y última persona en unirse al Club de kendō. Ella es muy talentosa en el kendō, de hecho, Satori es la segunda más fuerte en el Club junto con Tamaki, que es la más fuerte. Sin embargo, ella es muy mala con los estudios y es la razón por la cual decidió dejar el kendōd después de primaria, a fin de concentrarse en sus estudios.
Yuji Nakata (中田 勇次 Yuji Nakata?)
Seiyū: Daisuke Sakaguchi
Doblaje (Hispanoamérica): Víctor Alcaraz
Yuji es un tipo alegre y estudiante de primer año que se une al club de kendō. Fue miembro de la junior high school club de kendō y también visitó el Dojo de Kawazoe. Llegó a la cima en ocho de las prefecturas en los juegos durante la secundaria. Él es el único que sabe la verdadera razón que tiene Kojirō para la formación de su equipo de kendō. Yuji también posee una considerable habilidad académica, ya que fue cuarto de todo el primer año en los exámenes regionales.
Danjūrō Eiga' (栄花 段十朗 Eiga Danjūrō?)
Seiyū: Akira Ishida
Doblaje (Hispanoamérica): Ángel Kushano
También conocido como Dan-kun, se une al Club de kendō con Yuji. Él, en un principio, quería unirse al club de Ping Pong, pero no existía tal club en la escuela. Yuji no se lo puede creer cuando Dan-kun trae a su hermosa novia Miyako para unirse al club. Es listo y sabe calmar a Miyako en sus momentos de oscuridad y rabia.